# Sozialer Prozess
Soziale Prozesse sind bestimmte grundlegende und als Typen darstellbare Formen der sozialen Interaktion, die – entlang der Zeitachse – durch die diversen sozialen Rollen geformt, welche Menschen einnehmen können, vonstattengehen. Der Begriff des „Prozesses“ wurde aus dem allgemeinen wissenschaftlichen Wortschatz in die Soziologie übernommen und bedeutet etwa so viel wie ein dynamischer Ablauf bzw. eine immer wiederholte Abfolge von Operationen.
Zwei Personen, die zusammenarbeiten oder einander bekämpfen, stehen in einem sozialen Prozess miteinander, der mehr ist als ihre Status- oder ihre Rollenbeziehung. Sowohl die Beziehung auf Grund eines sozialen Prozesses als auch die Beziehung auf Grund der sozialen Rollen setzen Interaktionsverhalten voraus, das heißt, ein Verhalten zweier oder mehrerer Personen, das von beiden Seiten des Beziehungsverhältnisses gemeinsam verwirklicht wird, doch der Ähnlichkeit zwischen den vorgenannten beiden Arten von Beziehungen stehen Verschiedenheiten gegenüber, die einer genaueren Analyse bedürfen. Der soziale Prozess transzendiert nämlich die soziale Rolle:
- Die gegenseitige Kommunikation und Interaktion von Menschen, die ihre sozialen Rollen einnehmen, konstituiert die Rollenbeziehung. Dieser Typus sozialer Beziehung umfasst alle abgrenzbaren und immer wiederholten Muster sozialer Interaktion, an der sich zwei oder mehr Personen in Erfüllung sozialer Funktionen beteiligen.[2] Unter einer sozialen Rolle wird ein Bündel von Verhaltensmustern verstanden, die um eine abgrenzbare soziale Funktion geschart sind.[2]
- Der soziale Prozess ist immer als Verhaltensweise zu analysieren, an der eine Anzahl von Personen beteiligt ist. Mit anderen Worten: der Inhalt des sozialen Prozesses umfasst immer ein Verhalten, das zwischen zwei oder mehr Menschen abläuft und von ihnen gleichzeitig gemeinsam verwirklicht wird.[3]

Nach Joseph H. Fichter sind die wichtigsten Arten sozialer Prozesse die Zusammenarbeit, die Akkommodation, die Assimilation, der Konflikt, die Kontravention und der Wettbewerb.
Die Kultur hat einen sehr wichtigen Einfluss auf die Art und Weise, wie in einer konkreten Gesellschaft die sozialen Prozesse ablaufen. Die für die Menschen wesentlichen sozialen Werte bestimmen zum Beispiel, ob der Wettbewerb stärker hervortritt als die Zusammenarbeit, und in welchem Ausmaß bestimmte soziale Schichten oder Minderheiten an den sozialen Prozessen teilnehmen dürfen. Die Kultur bestimmt auch die Regeln und Grenzen, die für die verschiedenen sozialen Prozesse gelten, und den Wert der Objekte, die ihren Gegenstand bilden.
Während der Begriff 'Sozialer Wandel' auf den Gesamtprozess der gesellschaftlichen Veränderung über einen längeren Zeitraum abzielt, ist bei sozialen Prozessen der Betrachtungszeitraum selten auf derart längerfristige Vorgänge sowohl auf makro- als auch auf mikrosoziologischer Ebene ausgerichtet, die unter Umständen auf Veränderung abzielen können oder dies auch nicht tun.
Die Abhängigkeit des Menschen von seiner sozialen Umwelt prägt sein Bewusstsein. So ist auch die Art und Weise, wie ein Mensch seinen Alltag strukturiert, Bestandteil eines sozialen Prozesses mit Blick auf das Verhältnis von Person und sozialem System.
Mit dem Begriff 'sozialer Prozess' werden Elemente, Aspekte, sich unterstützende und gegenläufige Tendenzen, gleichgeartete oder widerständige System- und Umweltbedingungen sowie das Handeln von Menschen und Interessengruppen innerhalb der Machtverteilung in der Veränderung in den Blick genommen. Soziale Prozesse laufen ständig und überall in den sozialen Bereichen. Nicht immer führen sie zu einem Wandel im Sinne fortschreitender Entwicklung, möglich sind ebenso rückläufige Veränderungen, Anpassungsprozesse innerhalb eines Systems oder an Umweltbedingungen oder auch stagnierende und Veränderung hemmende Entwicklungen.